# L'Unité (hebdomadaire)
Pour l’article homonyme, voir L'Unité.
L'Unité est un journal hebdomadaire juif, publié de décembre 1944 à septembre 1946 à Lyon, le premier journal juif publié en France depuis la fin de la Seconde Guerre mondiale.

## Histoire
L'Unité est publié à Lyon sous la direction du Grand-rabbin de Lyon, David Feuerwerker. C'est un journal hebdomadaire, dont le siège est au 13 quai Tilsitt à Lyon. Le premier numéro est en date du 29 décembre 1944 et le dernier en date du 20 septembre 1946, . 
Le rabbin Feuerwerker publie L'Unité, le premier hebdomadaire juif depuis la guerre, cofondé avec son ami Aimé Pallière, « le Noahide par excellence » et ardent promoteur du dialogue judéo-chrétien.
L'hebdomadaire cesse de paraitre lorsque David Feuerwerker quitte Lyon pour devenir le rabbin de Neuilly-sur-Seine.

## Contributeurs
- Paul Bauer[5]
- Marc Breuer
- David Feuerwerker
- Edmond Fleg
- Henri Hertz
- Richard Neher et André Neher qui y éditent l’une des premières élégies pour les victimes juives de ce que l’on appelle pas encore Shoah[6]
- Renée Bernheim[7]
- Robert Nerson
- Aimé Pallière
- Gaston Revel
- Odette Spingarn[8]
- Julien Weill[9]